# Karamurat, la belva dell'Anatolia
Karamurat, la belva dell'Anatolia (Kara Murat Şeyh Gaffar'a Karşı) è un film del 1976 diretto da Natuk Baytan con Cüneyt Arkın, Daniela Giordano e Pasquale Basile. Quinto film della serie Kara Murat.

## Trama
Mustafa, capo della provincia di Minchionia, rifiuta di assoggettarsi al tiranno Mammaluch arrivando a far imprigionare i suoi ambasciatori. Mammaluch invia quindi il suo braccio destro, l'intrepido Karamurat, in Minchionia,  per sconfiggere Mustafa e scoprire il segreto della sua potenza.